# Literatura da China

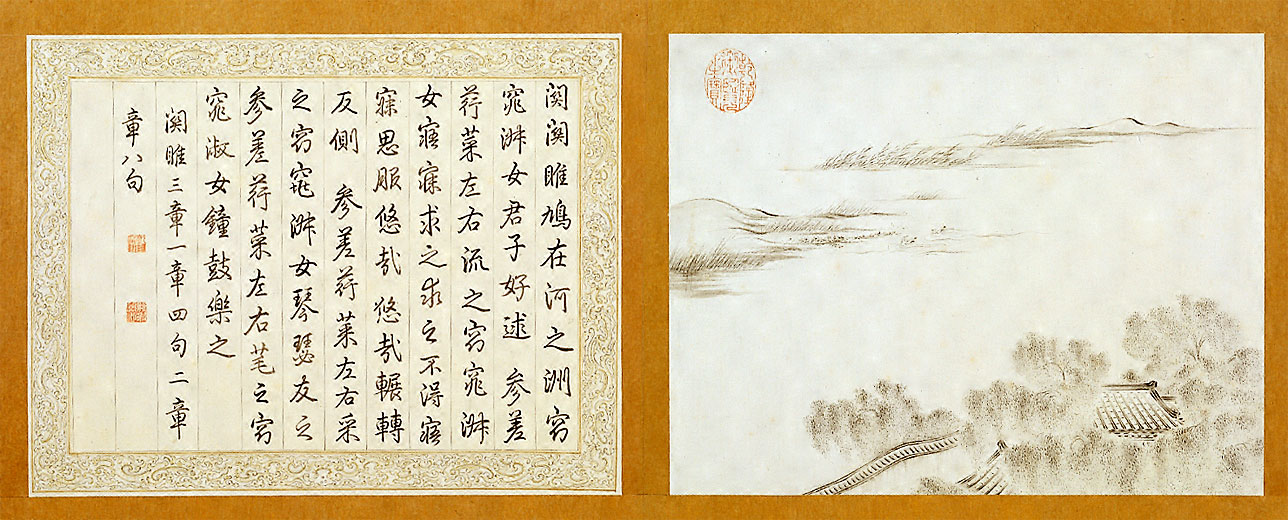
Clássico da Poesia, em versão escrita a mão pelo imperador Qianlong.

A base da literatura chinesa é constituída de um cânon de quatro livros e cinco clássicos.

## Época Clássica
A época clássica da literatura chinesa é correspondente à época clássica da literatura grega e romana. As etapas de formação tiveram lugar do século VI ao IV a.C. no período da dinastia Chou (c. 1027-256 a.C.). Desta época, são as obras de Confúcio, Mêncio, Laozi (Lao-tsé), Zhuangzi e outros grandes filósofos chineses. Culminou com a recompilação dos chamados cinco clássicos, ou clássicos confucianos, além de outros tratados filosóficos.
A obra poética mais importante do período clássico foi o Shijing (Livro das odes ou Clássico da Poesia), antologia de poemas compostos em sua maioria entre séculos X e VII a.C. A lenda diz que foi o próprio Confúcio quem seleccionou e editou os 305 poemas que formam a obra. Trata-se de poemas simples e realistas da vida camponesa e cortesã.
O estilo aristocrático ou cortesão alcança sua máxima expressão com os poemas de Chu, estado feudal ao sul da China central que foi a terra de Qu Yuan, primeiro grande poeta chinês.
Durante a dinastia Han (206 a.C.-220 d.C.), as tendências realista e romântica deram lugar a escolas poéticas. Os versos de Chu foram o começo de um novo gênero literário, o fu, o poema em prosa. Mais tarde, a poesia se enriqueceu com canções populares reunidas por Yüeh-fu, no século II a.C.
Os primeiros trabalhos em prosa formam, junto com o Shijing, os cinco clássicos. São o I Ching (Livro das Mutações), livro de adivinhações; o Shujing (Livro dos documentos), um conjunto de antigos documentos de Estado; o Liji (Memória sobre os ritos), coleção de códigos governamentais e rituais, e o Chunqiu (Os Anais de Primavera e Outono), a história do estado de Lu desde 722 até 481 a.C. Do século VI até o III a.C., foram escritas as primeiras grandes obras da filosofia chinesa, como os Analectos de Confúcio, aforismos recompilados por seus discípulos; os eloquentes debates de Mêncio, discípulo de Confúcio; o Tao Te Ching (Clássico da forma e sua virtude), atribuído a Lao Tse, fundador do taoismo, e os ensaios de Zhuangzi, o outro grande filósofo taoista. Também são importantes os ensaios de Mozi, Xunzi e Han Fei Zi. Sima Qian escreveu o Shiji (Memórias históricas), história da China até a dinastia Han. Os discípulos de Confúcio criaram as bases da tradição literária da prosa chinesa, adotando uma linguagem literária própria, diferente da linguagem falada.

## Época Medieval
Do século III ao século VII d.C., a China estava dividida em estados rivais, porém, com a difusão do budismo vindo da Índia e a invenção de um tipo de impressão, viveu um dos períodos mais brilhantes da história de sua literatura.
Durante os períodos de agitação política, poetas encontraram refúgio e consolo no campo. Alguns eram ermitões e criaram uma escola de poesia a que chamaram "Campo e jardim". Outros escreveram os melhores poemas populares chineses, como os de amor atribuídos à poetisa Tzu-yeh. O melhor poeta destes séculos turbulentos foi Tao Qian, também conhecido por Tao Yuanming, que cantava as alegrias da natureza e da vida solitária.
A melhor poesia chinesa foi escrita durante a dinastia Tang (617-907), da qual se conservam mais de 49 000 poemas escritos por 2 200 poetas. Os três poetas mais famosos foram Wang Wei, filósofo e pintor; Li Po, líder taoista da escola romântica e mestre da imaginação visual, e seu amigo e rival Tu Fu, meticuloso em seus esforços para conseguir um realismo preciosista, cuja obra influenciou o poeta Po Chu-i, que utilizava a poesia como um meio para a crítica e a sátira.
Durante a dinastia Song (960-1279), Su Tung-po foi o melhor poeta chinês de tsu (estilo poético que fixa o número de versos e seu comprimento segundo o tom e o ritmo). A poetisa chinesa Li Qingzhao alcançou grande popularidade por seus versos tsu sobre sua viuvidade. Han Yu, mestre da prosa Tang, exigia a volta da escrita direta e simples do estilo clássico.
A tradição literária prolongou-se na dinastia Song com Ouyang Xiu, mais conhecido por suas maravilhosas descrições de paisagem. Os engenhosos ensaios de Su Xun são os melhores do estilo clássico.
O teatro propriamente dito não se desenvolveu até o final do período medieval. Na época Tang, os atores já ocupavam um lugar importante entre os artistas populares e se agrupavam em companhias profissionais, que atuavam em teatros construídos para receber milhares de pessoas.

## Época Moderna

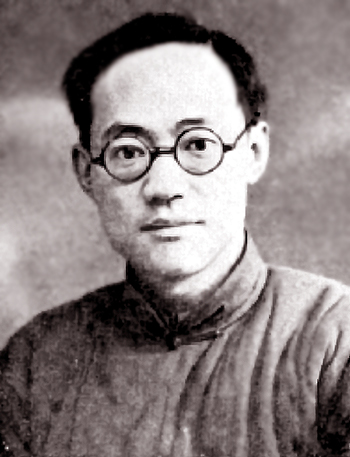
Ba Jin (1904-2005) dos mais eminentes escritores modernos da China, a sua obra inclui romances, ensaios e traduções

A época moderna começa no século XIII e chega até nossos dias.
No século XIV, a narrativa popular chinesa foi cada vez mais importante. Dois dos primeiros romances desta época, Sanguozhi Yanyi (Romance dos Três Reinos) e Shuihuzhuan (Margem da Água), podem ser considerados a épica em prosa do povo chinês. No século XVI, foi publicada a novela Jornada ao Oeste. Em meados do século XVIII, Cao Xueqin escreveu o romance realista Hongloumeng (O Sonho da Câmara Vermelha). Estas quatro obras compõe os chamados Quatro Grandes Romances Clássicos.
No século XVII, apareceram numerosas coleções de breves histórias. A mais popular é Jinguqiguan (Contos maravilhosos do passado e do presente), composta de 40 histórias. 
No século XX, influenciados pela literatura ocidental, os escritores chineses, guiados por Hu Shi, começaram uma revolução literária conhecida como o renascimento chinês. Intencionavam utilizar a linguagem coloquial com fins literários. Com ensaios e histórias mordazes, atacavam a sociedade tradicional, e escritores como Lu Xun (pseudônimo de Zhou Shuren) ajudaram no avanço da revolução socialista.
Durante os anos da Revolução Cultural (1966-1978), os artistas e escritores se adaptaram às necessidades do povo e a influência burguesa ocidental foi atacada duramente. Desde então, tem se permitido uma maior liberdade de expressão, tolerando-se o renovado interesse pelas ideias e as formas ocidentais.